# Peter Michael Liba
Peter Michael Liba (ur. 10 maja 1940 w Winnipeg, zm. 21 czerwca 2007) – kanadyjski działacz państwowy, dziennikarz; gubernator porucznik prowincji Manitoba.
Początkowo związany z prasą lokalną w Manitobie („The Winnipeg Tribune”); od lat 70. pracował w telewizji, przede wszystkim w korporacjach telewizyjnych (m.in. SaskWest Television, Saskatchewan; CanWest Global Communications Corporation). Laureat wielu nagród środowiska nadawców telewizyjnych.
W latach 1968–1973 był asystentem lidera Partii Liberalnej w Manitobie.
Od marca 1999 gubernator porucznik Manitoby (w maju 2004 jego następcą mianowano Johna Harvarda). Odznaczony m.in. Orderem Kanady (1984), Medalem 125-lecia Kanady (1992), Orderem Manitoby (1999, jednocześnie został kanclerzem Orderu Manitoby). W 2001 Uniwersytet Manitoby nadał mu honorowy doktorat praw.